# Helge Karlsen
Helge Karlsen (ur. 29 czerwca 1948 w Bergen) – norweski piłkarz występujący na pozycji obrońcy. Ojciec innego piłkarza, Kennetha Karlsena.

## Kariera klubowa
Karlsen przez całą karierę występował w zespole SK Brann. Rozpoczął ją w sezonie 1967, gdy Brann grał w drugiej ligi. W tamtym sezonie awansował jednak z nim do pierwszej ligi. Grał w niej do końca kariery w 1979 roku. W międzyczasie wraz z zespołem wywalczył dwa Puchary Norwegii (1972, 1976) oraz wicemistrzostwo Norwegii (1975).

## Kariera reprezentacyjna
W reprezentacji Norwegii Karlsen zadebiutował 21 czerwca 1973 w przegranym 0:1 meczu Mistrzostw Nordyckich z Danią. W swojej karierze grał m.in. w eliminacjach do Mistrzostw Świata 1974 oraz 1978, a także eliminacjach Mistrzostw Europy 1976 i 1980. W latach 1973–1979 w drużynie narodowej rozegrał 35 spotkań.